# Caroline Blakiston
Caroline Blakiston est une actrice britannique, née le 13 février 1933 à Londres (quartier de Chelsea).

## Biographie
Au théâtre, Caroline Blakiston joue notamment à Londres, dans Pauvre Bitos de Jean Anouilh (1963), Le Dindon de Georges Feydeau (1985, au côté d'Eileen Atkins), Coriolan de William Shakespeare (1995), ou encore Une femme sans importance d'Oscar Wilde (2003).
Sa présence cinématographique est de moindre importance. Elle contribue à une douzaine de films — majoritairement britanniques — sortis entre 1966 et 2013. Parmi eux se trouvent Un dimanche comme les autres de John Schlesinger (1971), Star Wars, épisode VI : Le Retour du Jedi de Richard Marquand (1983), Le Quatrième Protocole de John Mackenzie (1987) ou Scoop de Woody Allen (2006).
Pour la télévision, Caroline Blakiston apparaît dans plus de soixante-dix séries, dont Chapeau melon et bottes de cuir, La Dynastie des Forsyte et Inspecteur Barnaby. Depuis 2015, elle interprète le rôle récurrent de Tante Agatha dans la série Poldark.
S'y ajoutent six téléfilms (1978-2008), dont Les Misérables de Glenn Jordan (1978), où elle personnifie la Thénardier.

## Théâtre (sélection)
(pièces jouées à Londres, sauf mention contraire)
- 1957 : The Double Dealer de William Congreve (Liverpool)
- 1958 : The Time of the Cukoo d'Arthur Laurents (Liverpool)
- 1961 : Lady Chatterley, adaptation du roman éponyme de D. H. Lawrence
- 1963 : Pauvre Bitos (Poor Bitos) de Jean Anouilh
- 1966-1967 : The Ballad of the False Barman de Colin Spencer
- 1972 : Dommage qu'elle soit une putain (’Tis Pity She's a Whore) de John Ford (Cambridge)
- 1973 : Le Train du monde (The Way of the World) de William Congreve (Manchester)
- 1975 : Murderer d'Anthony Shaffer
- 1985 : Le Dindon (Women All Over) de Georges Feydeau
- 1995 : Coriolan (Coriolanus) de William Shakespeare
- 1996 : Le Démon blanc (The White Devil) de John Webster (Stratford-upon-Avon)
- 2001 : My Fair Lady, comédie musicale, musique de Frederick Loewe, lyrics et livret d'Alan Jay Lerner, d'après la pièce Pygmalion de George Bernard Shaw (+ reprises en 2002 et 2003)
- 2003 : Une femme sans importance (A Woman of No Importance) d'Oscar Wilde
- 2010 : Un mari idéal (An Ideal Husband) d'Oscar Wilde

## Filmographie partielle

### Cinéma
- 1966 : La Planque (The Trygon Factor) de Cyril Frankel : la nonne blanche
- 1969 : The Magic Christian de Joseph McGrath : Esther Grand
- 1971 : Un dimanche comme les autres (Sunday Bloody Sunday) de John Schlesinger : la femme au canotage
- 1979 : Yanks de John Schlesinger : la partenaire de golf
- 1983 : Star Wars, épisode VI : Le Retour du Jedi (Star Wars Episode VI: Return of the Jedi) de Richard Marquand : Mon Mothma
- 1987 : Le Quatrième Protocole (The Fourth Protocol) de John Mackenzie : Angela Berenson
- 2006 : Scoop de Woody Allen : Mme Quincy

### Télévision

#### Séries
- 1986 : Miss Marple
  - Saison 2, épisode 3 – « A l'Hôtel Bertam »

- 1966 : Le Saint
  - Saison 5, épisode 6 – « Un drôle de monstre (The Convenient Monster) de Leslie Norman : Eleanor Bastion
- 1961-1967 : Chapeau melon et bottes de cuir, première série (The Avengers)
  - Saison 1, épisode 12 – « Dance with Death » (1961) : Elaine Bateman
  - Saison 4, épisode 6 – « Les Fossoyeurs » (The Gravediggers, 1965) : Mlle Thirlwell
  - Saison 5, épisode 22 – « La Dynamo vivante » (The Positive-Negative Man, 1967) de Robert Day : Cynthia Wentworth-Howe
- 1967 : La Dynastie des Forsyte (The Forsyte Saga), mini-série de David Giles, épisode 20 – « Un amour silencieux » (A Silent Wooing), épisode 21 – « Diffamation » (Action for Libel), épisode 22 – « La Cuillère d'argent » (The Silver Spoon) et épisode 23 « Grève générale » (Strike) : Marjorie Ferrar
- 1967 : Alias le Baron (The Baron)
  - Saison unique, épisode 25 – « Le Guerrier en bronze » (So Dark the Night) : Felicia Talbot
- 1969 : Mon ami le fantôme [Randall & Hopkirk (deceased)]
  - Saison unique, épisode 4 – « Never Trust a Ghost » de Leslie Norman : Karen Howarth
- 1969 : Département S (Department S)
  - Saison unique, épisode 14 – « La Jolie Secrétaire » (The Ship That Never Was) de John Gilling : Kate Mortimer
- 2006 : The Line of Beauty, mini-série de Saul Dibb, épisode 1 – « The Love Chord » et épisode 2 – « The Whom Do You Beautifully Belong » : Lady Partridge
- 2005-2016 : Inspecteur Barnaby (Midsomer Murders)
  - Saison 8, épisode 4 – « Pari mortel » (Bantling Boy, 2005) : Angela Hartley
  - Saison 12, épisode 5 – « Crimes en grandeur nature » (Small Mercies) : Hilary Compton
  - Saison 19, épisode 1 – « Le Village fantôme » (The Village That Rose from the Dead) : Sylvia Lennard
- 2013 : Hercule Poirot
  - Saison 13, épisode 1 – « Une mémoire d'éléphant » (Elephants Can Remember) : Julia Carstairs
- 2015-2017 : Poldark : Tante Agatha

#### Téléfilms
- 1978 : Saturday, Sunday, Monday d'Alan Bridges : Elena
- 1978 : Les Misérables (titre original) de Glenn Jordan : La Thénardier
- 2008 : The Commander: Abduction de Gillies MacKinnon : Mary Henson